# Arthur Butterworth
Arthur Eckersley Butterworth MBE (* 4. August 1923 in Manchester; † 20. November 2014 in Embsay, North Yorkshire) war ein britischer Komponist, Dirigent und Musikpädagoge.
Arthur Butterworth (nicht verwandt mit dem englischen Komponisten George Butterworth) studierte ab 1947 am Royal Manchester College of Music Komposition bei Richard Hall, außerdem Trompete und Orchesterleitung. Anschließend spielte er als Trompeter im Royal Scottish National Orchestra (1949–55) und dem Hallé Orchestra (1955–62). Danach wechselte er als Lehrer an das Huddersfield University Music Department (bis 1980) und leitete außerdem bis 1993 die Huddersfield Philharmonic Society. Daneben war er als Gastdirigent tätig. 1995 wurde er zum MBE ernannt.
Butterworth schrieb unter anderem sieben Sinfonien; die erste wurde 1957 vom Hallé-Orchester unter John Barbirolli uraufgeführt und erklang 1958 bei den Proms. Außerdem komponierte er mehrere Solokonzerte (u. a. für Orgel, Trompete, Violine) und weitere Orchesterwerke, Musik für Brass Band, Kammermusik und Vokalwerke. Butterworth sah sich selbst kompositorisch beeinflusst von Elgar, Holst, Bliss, Ireland, Finzi, Bax und Vaughan Williams sowie durch nordeuropäische Komponisten, speziell Sibelius. Seine Affinität zu „nordischen“ Themen wird durch Werktitel wie Odin, Tundra, Ragnarök oder Northern Light deutlich.